# Henry Samueli
Henry Samueli (Buffalo, 20 settembre 1954) è un imprenditore, informatico e filantropo statunitense, cofondatore della Broadcom corporation e proprietario e presidente della Anaheim Ducks, una franchigia professionistica della NHL.
Si è laureato in Ingegneria elettronica nel 1980.
Nel 1991 ha fondato la Broadcom corporation mentre era professore alla UCLA, insieme a Henry Nicholas (un suo allievo). Nel 1998 le cose cominciarono ad andare particolarmente bene alla Broadcom corporation, per questo Samueli decise di concentrarsi a tempo pieno a questa attività e ha abbandonato l'insegnamento (conservando però la cattedra) nella facoltà (il suo nome figura ancora nel corpo docenti).
Nel 2007 Forbes ha valutato il suo patrimonio in 2,3 miliardi di dollari, attribuendoli il titolo di 458º uomo più ricco del mondo.
È sposato con Susan Samueli e hanno 3 figli, insieme alla moglie ha creato la Samueli Foundation, con questa fondazione hanno donato 30 milioni di dollari all'università di UCLA e 200 alla UC Irvine.